# HD 173494
HD 173494，又名BD+23 3439，SAO 86393、HR 7047，是一颗恒星，视星等为6.31，位于銀經53.51，銀緯11.92，其B1900.0坐标为赤經18h 40m 30s，赤緯+23° 11.92′ 22″。